# STS-103
STS-103 — космический полёт MTKK «Дискавери» по программе «Спейс Шаттл» (96-й полёт программы и 27-й полёт Дискавери), целью которого были ремонт и дооснащение космического телескопа «Хаббл». За время полёта было совершено три (из запланированных четырёх) выхода в открытый космос (общей продолжительностью 24 часа 33 минуты), ставших вторым, третьим и четвёртым выходами по длительности в истории космической программы (рекордный выход был совершён в 1992 году, во время полёта STS-49).
Стивен Смит по итогам выходов набрал 35 часов 33 минуты внекорабельной деятельности и вышел на второе место в США после Джерри Росса (44 часа 11 минут).

## Экипаж
Экипаж STS-103 из 7 человек:
- (НАСА): Кёртис Браун (6)[5] — командир;
- (НАСА): Скотт Келли (1) — пилот;
- (НАСА): Стивен Смит (3) — специалист по программе полёта-1, руководитель работ с полезной нагрузкой;
- (ЕКА): Жан-Франсуа Клервуа (3) — специалист по программе полёта-2, бортинженер;
- (НАСА): Джон Грансфелд (3) — специалист по программе полёта-3;
- (НАСА): Майкл Фоул (5) — специалист по программе полёта-4;
- (ЕКА): Клод Николье (4) — специалист по программе полёта-5.

## Параметры полёта
- Масса аппарата
  - при старте — 112 493 кг;
  - при посадке — 95 768 кг;
- Наклонение орбиты — 28,5°;
- Период обращения — 96,4 мин;
- Перигей — 563 км;
- Апогей — 609 км.

## Хаббл
Космический телескоп «Хаббл» является совместным проектом НАСА и Европейского космического агентства. Целью экспедиции STS-103 по обслуживанию «Хаббла» были плановые замены приборов и оборудования, ремонт того, что успеет сломаться. Но в конце 1998 года ситуация с ориентацией обсерватории ухудшилась.
За ориентацию «Хаббла» отвечают шесть гироскопов, без которых обсерватория не может выполнять наблюдения. Каждый гироскоп имеет размеры 70×165 мм и массу 2,7 кг. Они «упакованы» попарно в блоки скоростных датчиков RSU (от англ. Rate Sensor Units), каждый блок размерами 325×267×226 мм имеет массу 11,0 кг. Во время полёта STS-61 в 1993 году были заменены два блока гироскопов из трёх (RSU-2 и RSU-3). В феврале 1997 года они работали штатно (для штатной работы необходимо три гироскопа), и новые замены во время полёта STS-82 не проводились. C февраля 1999 года на «Хаббле» исправно работали лишь три гироскопа, один из которых вышел из строя 13 ноября. В результате телескоп оказался непригодным для дальнейших наблюдений.

## Ход полёта
Дата запуска шаттла переносилась 8 раз, однако НАСА приложило усилия, чтобы не допустить переноса полёта на следующий год, в частности, потому что программное обеспечение челнока не было проверено на устойчивость к ошибке 2000 года.
- 20 декабря в 00:50:00 UTC состоялся старт шаттла STS-103 c площадки 39-B (англ. LC-39B) Космического центра имени Джона Фицджеральда Кеннеди во Флориде.
- 22 декабря в 00:34:00 UTC (на 34 витке) состоялся захват «Хаббла», и установка его на платформу FSS.
- 22 декабря Первый выход в открытый космос, Стивен Смит и Джон Грансфелд (продолжительность 8 часов 15 минут). Основная задача: демонтаж и замена 2-го, 3-го и 1-го блоков гироскопов. Выход был запланирован на 6 часов 15 минут, но оказался вторым по длительности в истории космической программы (первый в мае 1992 года во время полётов STS-49 — 8 часов 29 минут).
- 23 декабря Второй выход в открытый космос, Майл Фоул и Клод Николье (продолжительность 8 часов 10 минут). Замена бортового компьютера (DF-224) и датчика точного наведения (FGB-2). Новый компьютер на базе Intel 80486 позволил производить часть вычислений, выполнявшихся ранее на земле, при помощи бортового комплекса[9].
- 24 декабря Третий выход в открытый космос, Стивен Смит и Джон Грансфелд (продолжительность 8 часов 8 минут). Замена передатчика SSAt-2, установка записывающего устройства SSR-3
- 25 декабря в 23:03:00 UTC состоялась отстыковка «Хаббла».
- 28 декабря в 00:00:47 UTC шаттл приземлился в Космическом центре имени Джона Фицджеральда Кеннеди во Флориде (посадочный комплекс шаттлов, полоса 33).